# Ángel Bonomini
Ángel Bonomini (Buenos Aires, 13 de octubre de 1929-13 de mayo de 1994) fue un poeta y escritor argentino inscrito en la Generación del 40, representante de la literatura fantástica.

## Hitos
Bonomini fue un notable poeta y cuentista y ha sido traducido al francés, italiano e inglés.
También fue periodista y crítico de arte del diario La Nación y vivió en Estados Unidos donde fue traductor de la revista Life.
Fue novio en la adolescencia de María Elena Walsh y compañeros en publicar su primer libro en 1951 Baladas con Ángel con Argumento del enamorado que constituye un todo en el que dos enamorados intercambian sus emociones expresadas en versos.
Sus relatos también fueron editados en Francia, Italia y España e incluidos en el Dictionary of imaginary places (EE. UU.), y en Literatura fantástica Argentina siglo XX y en Antología de la Poesía Argentina. 
En 1996 apareció la edición póstuma de su libro Más allá del puente.

## Premios y distinciones
- Premio de la Fundación Lorenzutti (1974)
- Segundo Premio Municipal Ciudad de Buenos Aires (1974)
- Obtuvo la Beca Fulbright (1977)
- Primer Premio Municipal Ciudad de Buenos Aires (1982-83)
- Primer Premio de Cuento del diario La Nación (1989)
- Diploma al mérito literario en 1994 y 1984 del Premio Konex.[6]

## Publicaciones
- Los novicios de Lerna (1972)
- Libro de los casos (1975)
- Los lentos elefantes de Milán (1978)
- Zodíaco (1981)
- Cuentos de amor [antología que recopila cuentos de sus tres primeros libros] (1982)
- Historias secretas (1985)
- Más allá del puente [póstumo] (1996)

## Obra poética
- Primera enunciación (1947)
- Argumento del enamorado (1952)
- Poemas imaginarios (1962)
- Las leyes del júbilo (1966)
- El mar (1972)
- Torres para el silencio (1982)
- De lo oculto y lo manifiesto (1991)
- Poética (1994)